# Marco Postumio Regillense
Marco Postumio Regillense (... – Bola, 414 a.C.) è stato un politico e militare romano del V secolo a.C..

## Tribunato consolare
Nel 414 a.C. fu eletto tribuno consolare con Quinto Fabio Vibulano Ambusto, Lucio Valerio Potito e Gneo Cornelio Cosso.
In quell'anno Bola, espugnata l'anno precedente dai romani che discutevano se inviarvi dei coloni, fu riconquistata e fortificata dagli Equi; il Senato romano decise di affidare la campagna a Marco Postumio.
(Tito Livio, "Ab Urbe Condita", IV, 4, 49.)
Marco Postumio condusse l'esercito romano alla vittoria contro gli Equi, ma si inimicò i soldati, mancando la promessa di dividere con essi il bottino di guerra. Richiamato a Roma, durante una accesa discussione in assemblea con i tribuni della plebe, si espresse con espressioni dure nei confronti dei soldati.
(Tito Livio, "Ab Urbe Condita", IV, 4, 49.)
Nel campo militare, quando giunse notizia di quanto accaduto a Roma, ci furono grossi tumulti, il che costrinse Marco Postumio a tornare sul campo con i soldati.
(Tito Livio, "Ab Urbe Condita", IV, 4, 50.)
Marco Postumio affrontò i propri soldati con eccessiva durezza, tanto che durante i nuovi tumulti, nati per la sua decisione di mandare a morte alcuni soldati, fu lapidato dai suoi stessi soldati.
(Tito Livio, "Ab Urbe Condita", IV, 4, 50.)
I tribuni della plebe impedirono ai tribuni consolari di aprire un'inchiesta sull'accaduto.